# Mieczysław Mietła
Mieczysław Mietła (ur. 16 maja 1947 w Brzesku) – polski polityk i samorządowiec, senator V kadencji.

## Życiorys
W 1980 ukończył studia na Wydziale Ekonomiczno-Społecznym Wyższej Szkoły Nauk Społecznych przy KC PZPR w Warszawie. W latach 1967–1999 pracował w Okocimskich Zakładach Piwowarskich, zajmując w nich m.in. stanowisko prezesa. Był także etatowym pracownikiem Komitetu Wojewódzkiego Polskiej Zjednoczonej Partii Robotniczej w Tarnowie od 1976 do 1982. Zasiadał w radzie miasta Brzesko.
Działa w Sojuszu Lewicy Demokratycznej. W latach 2001–2005 zasiadał w Senacie V kadencji, reprezentując okręg tarnowski. Był m.in. wiceprzewodniczącym Komisji Spraw Unii Europejskiej. W 2005 nie został ponownie wybrany, w 2006 i 2010 bez powodzenia kandydował do sejmiku, a w 2014 do rady powiatu brzeskiego.